# Robert Ballard
Robert Duane Ballard (Wichita, 30 giugno 1942) è un oceanografo e archeologo statunitense.

## Biografia
Geologo e professore di oceanografia dell'Istituto di Archeologia Oceanografica dell'Università di Rhode Island, Ballard ha lavorato per la National Geographic Society ed è molto noto per i suoi lavori di ricerca in archeologia subacquea. È divenuto famoso in tutto il mondo per le scoperte e localizzazioni dei relitti di alcune delle più famose navi naufragate della storia: il transatlantico RMS Titanic nel 1985, la corazzata Bismarck nel 1989, il transatlantico RMS Lusitania nel 1993 e la portaerei USS Yorktown nel 1998. Nel 2002, in una spedizione promossa dalla National Geographic Society nelle Isole Salomone, ha individuato il luogo di affondamento della motosilurante PT-109, comandata nel 1943 dall'allora sottotenente di vascello John Fitzgerald Kennedy, futuro Presidente degli Stati Uniti d'America, ed affondata da parte del cacciatorpediniere giapponese Amagiri nello Stretto di Blackett, al largo dell'isola di Ghizo, rinvenendo anche uno dei tubi lanciasiluri della nave e la parte anteriore del suo relitto.

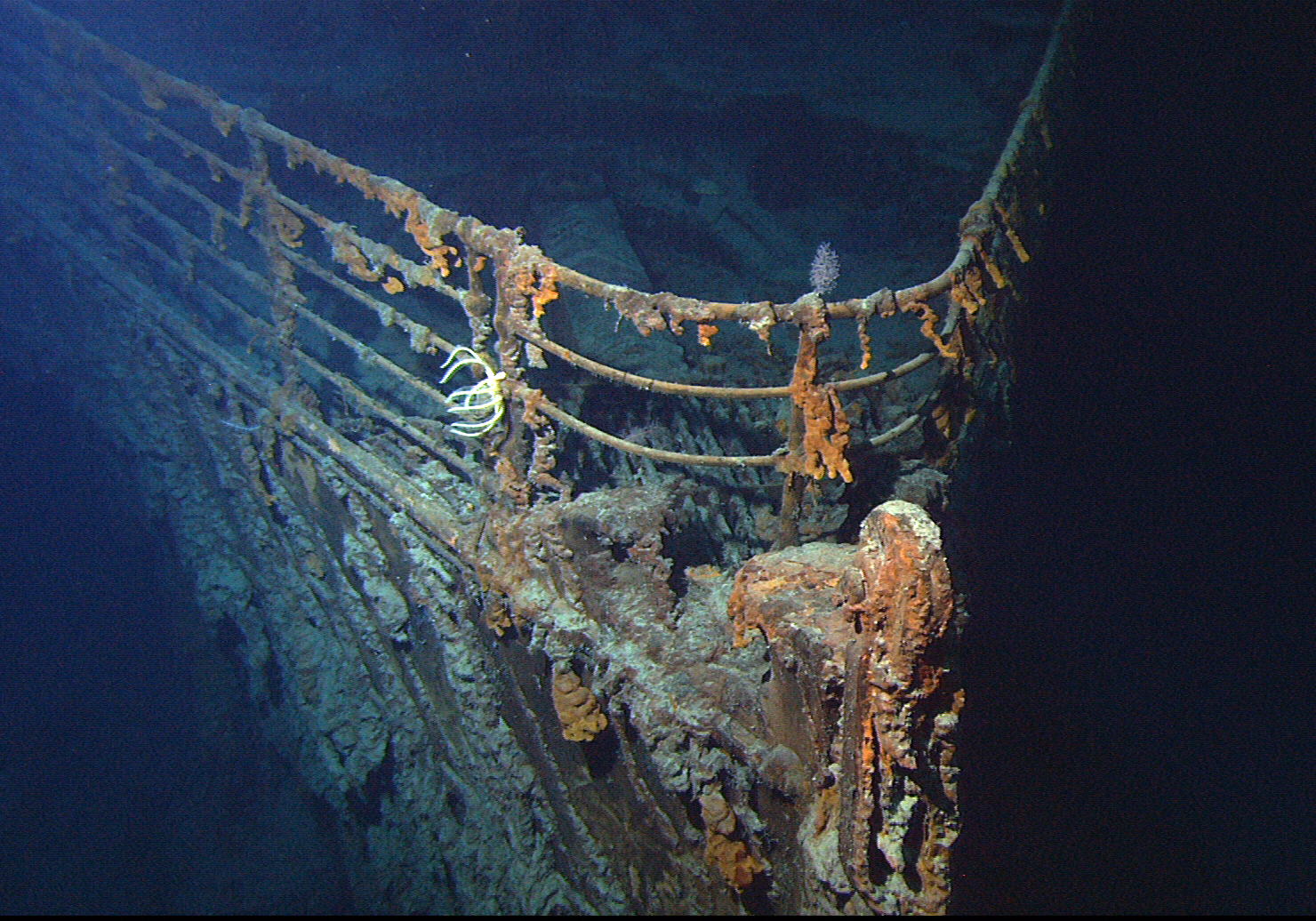
Titanic, scoperto nel 1985